# Arriflex 416
Arriflex 416 — киносъёмочный аппарат формата «Супер-16» с зеркальным обтюратором, выпускавшаяся с 2006 по 2011 год. Камера является четвёртым поколением кинокамер немецкой фирмы Arri, рассчитанных на 16-мм киноплёнку.

## История создания
К началу 2000-х годов компания Arri из 16-мм камер выпускала только «Arriflex 16SR-3», однако продажи постоянно падали, прежде всего из-за того, что концепция камеры была разработана ещё в 1976 году, и первые модели этой серии — «SR 1» и «SR 2», широко имеющиеся на вторичном рынке, легко поддавались переделке и могли быть использованы по назначению в документалистике и постановочном кинопроизводстве, соответствуя современным стандартам. Появление новых объективов, имеющих больший диаметр оправы (например, «Carl Zeiss Ultra Prime»), которые невозможно было установить на серию SR из-за мешающего крепления гнезда визира, также сыграло свою роль. Чтобы поднять продажи в сегменте 16-мм кинокамер, было решено создать новую линейку аппаратуры.
За основу была взята камера «Arriflex 16 SR 3», так как концепция этой серии была одной из самых удачных в истории компании. В разработке прототипа также был учтен опыт создания последних 35-мм камер Arri — в большей степени «Arriflex 235». Прежде всего перед конструкторами стояла задача снижения уровня шума камеры с 29 Децибел у серии SR до 20 у прототипа. Для этого была изменена форма коаксиальной кассеты, и удлинен корпус камеры, таким образом грейфер и лентопротяжный механизм получили двойную шумоизоляцию. Также была изменена конструкция видоискателя, который поворачивается таким образом, что позволяет держать камеру как на правом, так и на левом плече. Используются длинная и короткая лупы от аппарата «Arri 235». По традиции, функции управления камерой разместили на левой панели, управление системой видеоконтроля, дистанционного управления фокусом, диафрагмой и параметрами съёмки — на правой. Туда же крепился накамерный аккумулятор.
Камера вышла в 2006 году, и прочно заняла уготованную ей нишу. Выпуск камеры продолжался всего пять лет — до 2011 года, когда производители плёночных кинокамер объявили об окончании их производства в связи с нерентабельностью.

## Модельный ряд
Все камеры изготавливались в сером корпусе с чёрным визиром. Базовая версия камеры «Arriflex 416» имела уровень шума ниже 20 Децибел, диапазон изменения частоты киносъёмки 1—75 к/с, отсутствовали система электронного и дистанционного контроля функциями камеры (диафрагмы, фокуса, частоты). Версия «Arriflex 416 Plus» имела такую электронику при тех же параметрах частот и шума. Модель «Arriflex 416 Plus HS» имела диапазон частот 1-150 к/с, электронику дистанционного контроля, видеосендер, но шум достигал 29 Децибел. Камеры совместимы с любыми аксессуарами 35-мм камер Arri, что существенно увеличивало их удобство для арендных компаний, которым не надо было покупать дополнительные аксессуары.

## Использование
Камеры 416 серии широко используются на телевизионном и кинопроизводстве. Ими сняты такие фильмы как «Бронсон» (2009), «Черный лебедь» (2010), «Дневники Мумбая» (2011), «Лавлэйс» (2013), телесериал «Ходячие мертвецы» (2010-).